# Carl Friedrich von Siemens

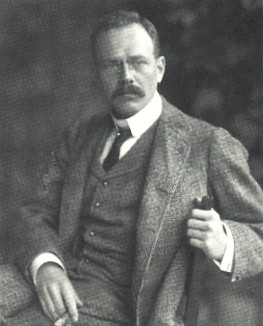
Carl Friedrich von Siemens (vor 1916 auf einer Fotografie von Jacob Hilsdorf)

Carl Friedrich Siemens, ab 1888 von Siemens (* 5. September 1872 in Charlottenburg; † 9. Juli 1941 in seinem Landhaus Heinenhof in Neu Fahrland bei Potsdam) war ein deutscher Industrieller und Politiker aus der Familie Siemens.

## Familie
Carl Friedrich Siemens entstammte dem alten Goslarer Stadtgeschlecht Siemens (1384 urkundlich erwähnt) und war der jüngste Sohn des Erfinders und Unternehmers Werner von Siemens (1816–1892) und dessen zweiter Ehefrau Antonie Siemens (1840–1900). Vater Werner Siemens wurde mit seinen Nachkommen am 5. Mai 1888 in Charlottenburg in den preußischen Adelsstand erhoben.

Carl Friedrich von Siemens um 1900

Siemens heiratete überstürzt und ohne das Wissen der Eltern erstmals 1895 in London. Dies stieß in der Familie auf wenig Verständnis. Die Ehe wurde 1897 wieder geschieden, nachdem seine Frau als Hochstaplerin entlarvt worden war.
In zweiter Ehe heiratete er am 14. Juni 1898 in Berlin Auguste (Tutty) Bötzow (* 2. Februar 1878 in Berlin; † 22. März 1935 ebenda), die Tochter des Großgrundbesitzers und Inhabers der Bötzow-Brauerei Julius Bötzow und der Elisabeth Henze. Diese Ehe wurde am 11. November 1923 in Berlin geschieden. Aus ihr stammen die Kinder Ernst und Ursula (verheiratete Gräfin Blücher).
In dritter Ehe heiratete er am 19. November 1929 in Berlin-Charlottenburg Margarete (Grete) Heck (* 11. Dezember 1890 in Berlin; † 17. November 1977 in München), die Tochter des großherzoglich hessischen Geheimen Hofrats Ludwig Heck, Direktor des Zoologischen Gartens Berlin, und der Margarethe Nauwerk. Margarete Heck war zuvor von ihrem ersten Ehemann, Wilhelm Siemens (1882–1945), in Dresden geschieden worden.

## Leben

### Wirken als Unternehmer
Carl Friedrich von Siemens studierte ab 1893 Naturwissenschaften, Mathematik und Technik an der Universität Straßburg, der TH München und der Technischen Hochschule Berlin-Charlottenburg. Ohne eine abgeschlossene Schulausbildung blieb ihm allerdings auch ein Abschluss seines Studiums verwehrt. 1895 ging er nach London und unternahm Studienreisen in die USA und Frankreich. Er war seit 1899 in der Firma Siemens & Halske AG tätig und leitete von 1901 bis 1908 die Starkstromabteilung der Siemens Brothers & Co. in London. Ab 1912 arbeitete er als Vorsitzender des Direktoriums der Siemens-Schuckertwerke, 1919 folgte er seinem Halbbruder Georg Wilhelm von Siemens (1855–1919) als Vorsitzender der Aufsichtsräte der Siemens & Halske AG und der Siemens-Schuckertwerke (heute Siemens AG) und somit als „Chef des Hauses“.

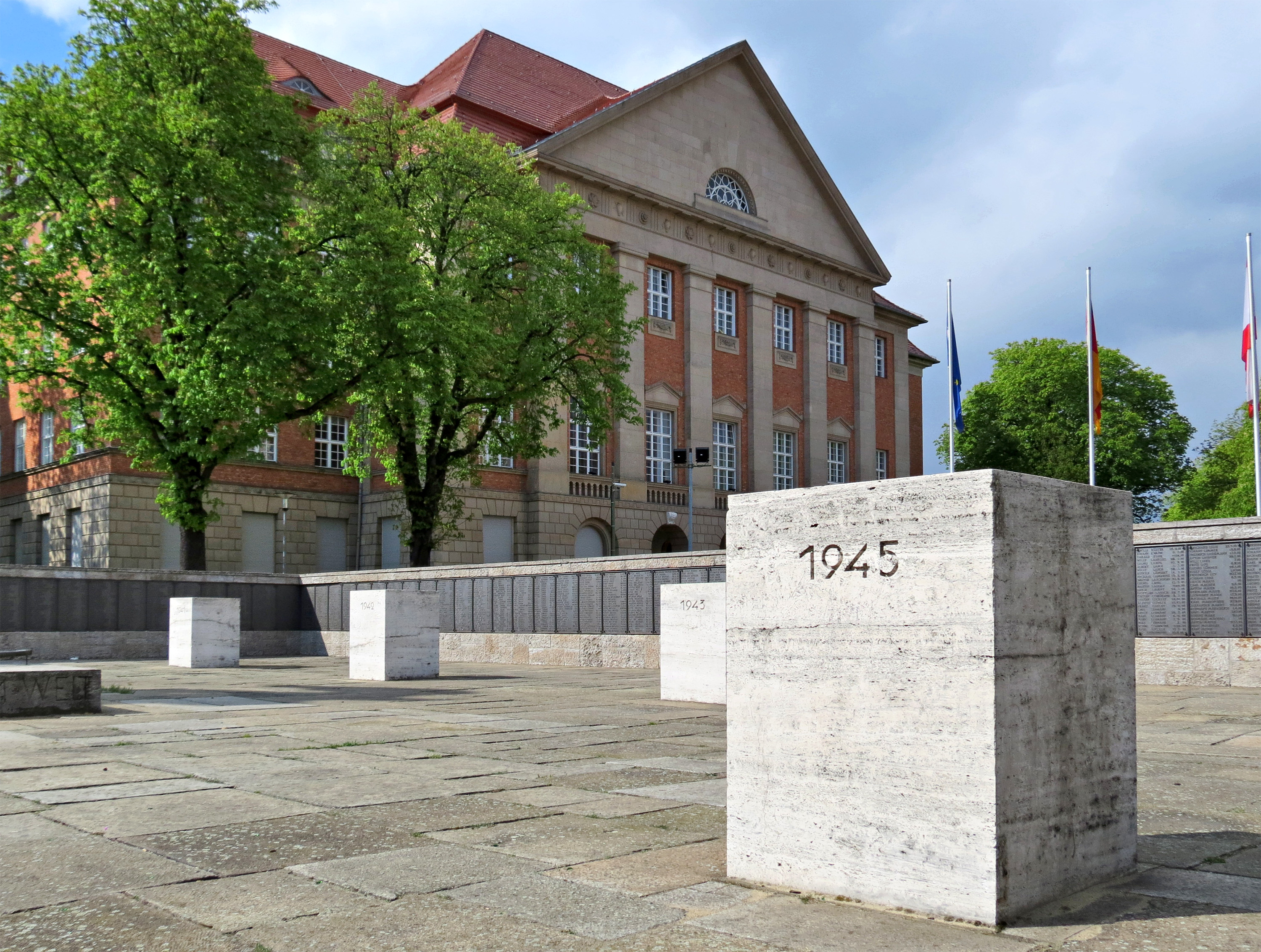
Gebäude der Siemens-Hauptverwaltung in Berlin-Siemensstadt, Nonnendammallee

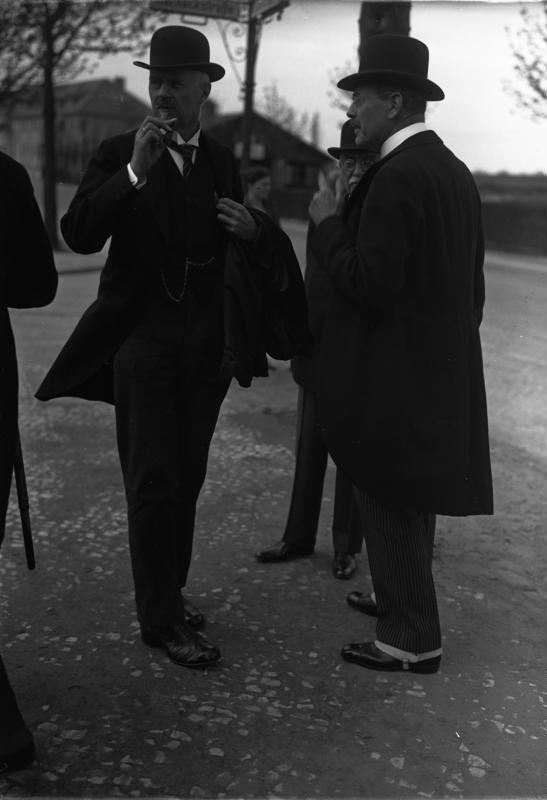
Carl Friedrich von Siemens (rechts) 1928 mit dem Präsidenten des Rechnungshofs des Deutschen Reichs, Moritz Saemisch

Nach den Verlusten des Ersten Weltkrieges gehörte Siemens schon Mitte der 1920er-Jahre wieder zu den fünf weltweit führenden Elektrokonzernen. Später wurden einzelne Produktbereiche in spezialisierte Tochter- und Beteiligungsgesellschaften ausgegliedert. So entstanden unter anderem die Osram G.m.b.H. KG (1920), die Siemens-Bauunion (1921), die Siemens-Reiniger-Veifa Gesellschaft für medizinische Technik mbH (1925, ab 1932 Siemens-Reiniger-Werke AG (SRW)) und nach Übernahme der Eisenbahnsignal-Bauanstalt Max Jüdel & Co in Braunschweig die Vereinigten Eisenbahn-Signalwerke GmbH (1929). Siemens & Halske hatte wesentlichen Anteil an der technischen Modernisierung des Telefonsystems nach dem Ersten Weltkrieg. Der in dieser Zeit erreichte technische Vorsprung wurde erfolgreich in einem intensiven Auslandsgeschäft weiterverfolgt. Internationale Kartelle
für Europea und Südamerika wurden im Telefongeschäft mit ITT, General Electric, AT&T und Ericsson abgeschlossen, national mit der Reichspost. Das Gebäude der Hauptverwaltung des Unternehmens an der Nonnendammallee in der von seinem Bruder gegründeten Siemensstadt, erbaut 1910–1913 von Karl Janisch, ließ Carl Friedrich von Siemens 1922 von Friedrich Blume und Hans Hertlein erweitern.
Die Weltwirtschaftskrise nach 1929 führte zu erheblichen Umsatzeinbußen und Personalentlassungen, jedoch führte nach der nationalsozialistischen Machtergreifung 1933 die verstärkte Aufrüstung von Wehrmacht, Luftwaffe und Marine bald wieder zu einer Steigerung der Auftragseingänge. 1939 war Siemens mit 187.000 Beschäftigten größter Elektrokonzern der Welt. Neue Anwendungsbereiche wie die Medizintechnik, die Rundfunktechnik, elektrische Wärme- und Haushaltsgeräte oder auch das Elektronenmikroskop gewannen rasch an Bedeutung für das Unternehmen. 1936 gab es in Europa 16 Fertigungsstätten (u. a. in Wien, Budapest, Mailand und Barcelona), außerhalb Europas entstanden Produktions-Joint-Ventures in Tokio und Buenos Aires. In die Zwischenkriegszeit fallen auch eine Reihe von internationalen Großprojekten.
Nach dem Ausbruch des Zweiten Weltkriegs 1939 waren die Siemens-Kapazitäten mit kriegswichtigen Bestellungen voll ausgelastet. Im Verlauf des Krieges wurden Produktionsstätten in alle Gegenden Deutschlands und in die besetzten Gebiete ausgelagert, wo auch Siemens in großem Umfang „Fremdarbeiter“ sowie Zwangsarbeiter beschäftigte.
Carl Friedrich von Siemens’ Nachfolger als Vorsitzender der Aufsichtsräte der beiden Siemens-Stammfirmen wurde nach seinem Tode 1941 sein Neffe Hermann von Siemens (1885–1986), dessen Nachfolger als Chef des Hauses 1956 wiederum Carl Friedrichs einziger Sohn Ernst von Siemens.

### Weitere Aktivitäten

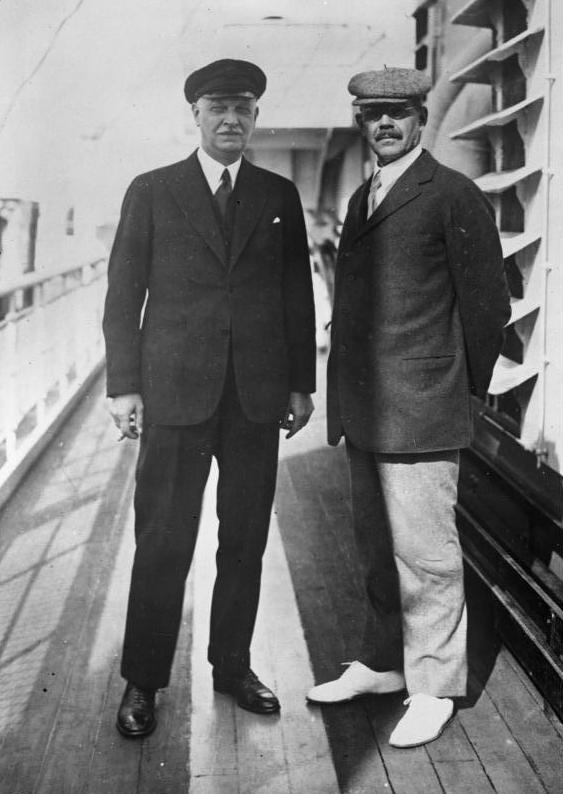
Carl Friedrich von Siemens (rechts) 1931 mit Reichskanzler a. D. Wilhelm Cuno, Vorstandsvorsitzender der HAPAG, auf dem Weg nach Amerika

Nach den Plänen von Otto March ließ sich Siemens zwischen 1909 und 1910 den sogenannten „Heinenhof“ errichten. Als eines der prächtigsten Anwesen am Lehnitzsee bei Neu Fahrland erfüllte das Herrenhaus mit seinen ausgedehnten Nebengebäuden mehrere Funktionen: es war zunächst klassische Unternehmervilla und repräsentative Kulisse für geschäftliche Veranstaltungen des „Chefs des Hauses Siemens“ zugleich, bis es nach dem Tod des Hausherrn im Jahr 1941 die aus Siemensstadt verlagerte Forschungs- und Entwicklungsabteilung aufnehmen musste.
Im März 1917 legte Siemens zusammen mit Friedrich Meinecke und Eugen Schiffer dem Reichskanzler Bethmann Hollweg, eine von ihnen angeregte Massenpetition mit über 20.000 Unterschriften vor, in der die Angliederung und deutsche Besiedlung der Ostseeprovinzen gefordert wurde. Nach der Novemberrevolution beteiligte sich Siemens Anfang 1919 sowohl am rechtsradikalen Antibolschewistenfonds, als auch am Kuratorium für den Wiederaufbau des deutschen Wirtschaftslebens, das im Vorfeld der Wahl zur Deutschen Nationalversammlung liberale und konservative Parteien finanzierte. Von 1920 bis 1924 war er für die Deutsche Demokratische Partei Mitglied des Reichstags.
Im Jahre 1921 erhielt Siemens von der TH München den Ehrendoktor Dr.-Ing., ebenso 1927 von der Universität Halle den Dr. rer. nat. Eh. 1923 wurde er Präsident des Vorläufigen Reichswirtschaftsrates, 1924 Präsident des Verwaltungsrats der Deutschen Reichsbahn und leitete 1927 die deutsche Abordnung auf der Genfer Weltwirtschaftskonferenz. Er war von 1926 bis zu seinem Tod Senator der Kaiser-Wilhelm-Gesellschaft. Im gleichen Jahr 1926 wurde er zum Mitglied der Leopoldina gewählt. 1929 trat er dem jüdischen Hilfsverein Gesellschaft der Freunde bei.
Nach der Machtergreifung der Nationalsozialisten war Siemens 1933 Mitglied im Generalrat der Wirtschaft (der nur ein einziges Mal tagte) sowie in der 1933 gegründeten nationalsozialistischen Akademie für Deutsches Recht.
Die Carl Friedrich von Siemens Stiftung trägt seinen Namen; ebenso das Carl-Friedrich-von-Siemens-Gymnasium in Berlin-Siemensstadt.
Seine letzte Ruhestätte befindet sich im Familiengrab der Familie Siemens auf dem Südwestkirchhof Stahnsdorf.